# 三国郵便局
三国郵便局（みくにゆうびんきょく）
- 福井県坂井市にある郵便局。本記事にて記述する。
- 新潟県南魚沼郡湯沢町にある郵便局。局番号は12326。
- 岡山県備前市にあった郵便局。2012年3月31日に廃止された。局番号は54108。 →八塔寺ふるさと村
- 福岡県小郡市にある郵便局。局番号は74238。

三国郵便局（みくにゆうびんきょく）は福井県坂井市にある郵便局。民営化前の分類では集配普通郵便局であった。

## 概要
住所：〒913-8799 福井県坂井市三国町錦4-3-64

## 沿革
- 1872年（明治5年）旧7月 - 坂井湊（さかいみなと）郵便役所として開設[1]。
- 1875年（明治8年）1月1日 - 坂井湊郵便局（四等）となる。
- 1876年（明治9年） - 為替取扱を開始。
- 1879年（明治12年） - 貯金取扱を開始。同年11月20日、坂井港郵便局に改称。
- 1890年（明治23年）4月1日 - 三国郵便局に改称。
- 1891年（明治24年）5月16日 - 三国郵便電信局となる。
- 1903年（明治36年）4月1日 - 通信官署官制の施行に伴い三国郵便局となる。
- 1949年（昭和24年）6月16日 - 特定郵便局から普通郵便局に局種別改定[2]、電気通信業務の取扱を廃止し新設の三国電報電話局に移管[3]。
- 1961年（昭和36年）4月10日 - 電話通話および和文電報受付業務を開始[4]。
- 1978年（昭和53年）11月13日 - 坂井郡三国町今新から、同町三国に局舎を新築、移転。
- 1999年（平成11年） - 外国通貨の両替および旅行小切手の売買に関する業務取扱を開始。
- 2006年（平成18年）4月3日 - 加戸簡易郵便局の一時閉鎖[5]に伴い、取扱事務を承継[6]。
- 2007年（平成19年）10月1日 - 民営化に伴い、併設された郵便事業三国支店に一部業務を移管。
- 2012年（平成24年）10月1日 - 日本郵便株式会社発足に伴い、郵便事業三国支店を三国郵便局に統合。

## 取扱内容
- 郵便、印紙、ゆうパック、内容証明
- 貯金、為替、振替、振込、国際送金、外貨両替・トラベラーズチェック、国債、投資信託
- 生命保険、バイク自賠責保険、自動車保険、がん保険、引受条件緩和型医療保険
- ゆうちょ銀行ATM
- 坂井市内の一部地域（〒913-xxxx）の集配業務
- ゆうゆう窓口

## 周辺
- 坂井市役所 三国総合支所
- 福井県立三国高等学校
- 坂井市立三国中学校
- 坂井市立三国病院
- 国道305号
- 九頭竜川

## アクセス
- えちぜん鉄道三国芦原線 三国駅から南東へ約400m（徒歩約4分）
- 京福バス 錦4丁目停留所、坂井市コミュニティバス（ぐるっと坂井） 三国郵便局停留所下車
- 北陸自動車道 金津ICから西へ約14km
- 駐車場あり：13台